# 羅斯福 (喬治亞州)
羅斯福（英語：Roosevelt）是位於美國喬治亞州吉爾默縣的一個非建制地區。該地的面積和人口皆未知。

## 地理
羅斯福的座標為34°42′11″N 84°33′02″W / 34.70306°N 84.55056°W，而該地的平均海拔高度為441米（即1447英尺）。